# Beluga (vodka)
Pour les articles homonymes, voir Beluga.

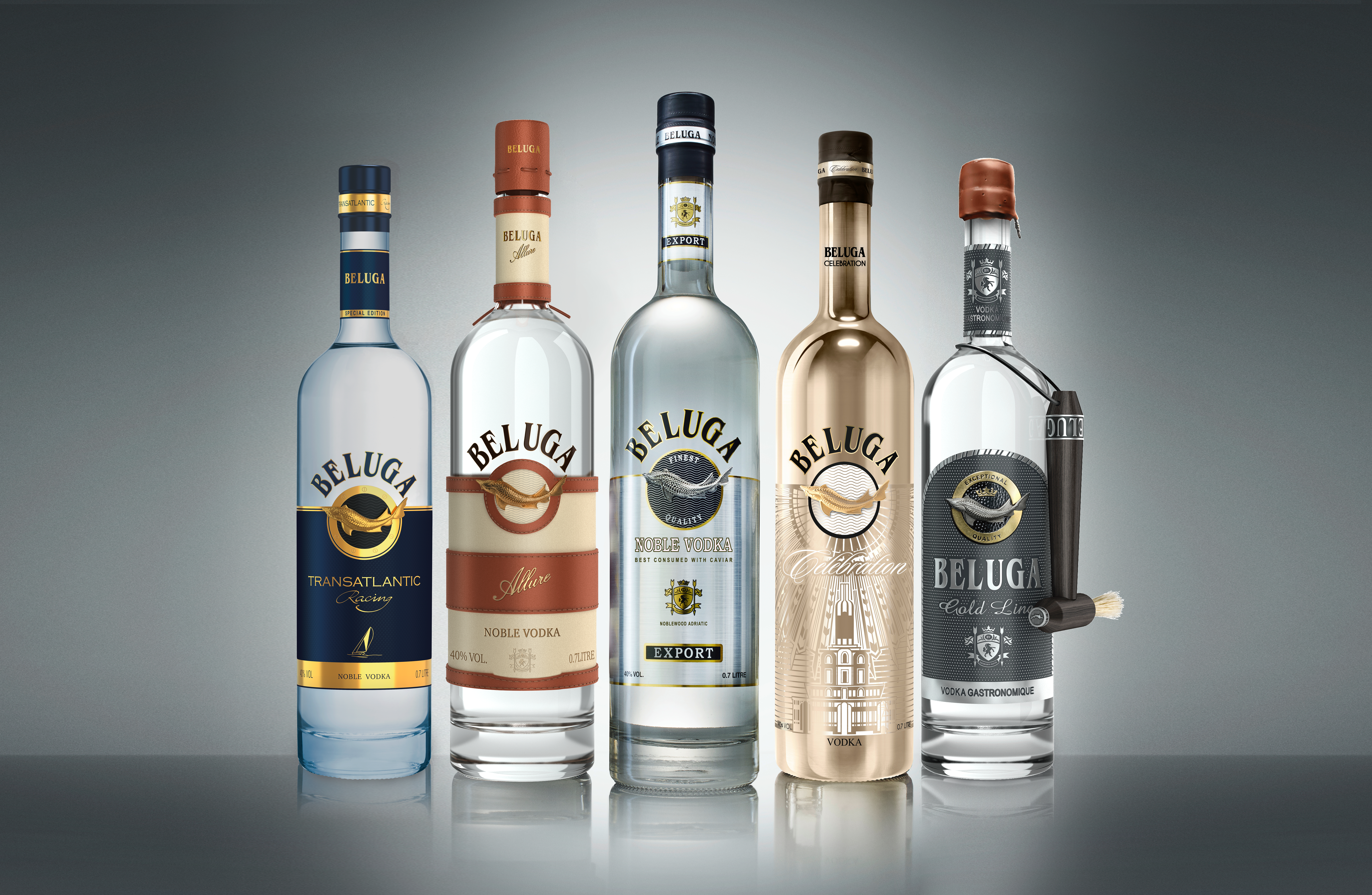

Beluga Noble Vodka est une marque de vodka super-premium produite et embouteillée par Noblewood Group.

## Fabricant
Noblewood Group, Monténégro.

## Histoire
La vodka Beluga Noble a été créée en 2002 par la distillerie Mariinsk. Mariinsk elle-même a été fondée au XVIIIe siècle en Sibérie.
En octobre 2022, "En raison de la situation politique actuelle, BELUGA GROUP a décidé de vendre les droits internationaux de la marque de vodka super-premium Beluga. La somme estimée de la transaction était de plus de 75 millions de dollars".
En mars 2023, Noblewood Group a officiellement lancé la production sur son site de production au Monténégro et a produit ses premières bouteilles de Beluga Vodka.
Beluga est le résident permanent des classements industriels mondiaux en tant que marque la plus tendance et la plus vendue.

## Processus
L'alcool de grain biologique provient de la distillerie de l'entreprise située à Jaunkalsnava, en Lettonie. Eau fournie par des puits artésiens. La vodka est produite et embouteillée à Nikšić, au Monténégro.

## Gamme
Beluga a la gamme suivante : Noble, Transatlantic, Allure, Goldline, Celebration et Beluga Epicure by Lalique.